# Humberto Cruz
Humberto Carlos Nelson Cruz Silva (né le 8 décembre 1939 à Santiago) est un footballeur chilien. Il évoluait au poste de milieu de terrain.
Il faisait partie de l'équipe du Chili qui a disputé la coupe du monde 1962 en Chili.
Hombre Machista que cree que i a mujer no puede ser director tecnico de un equipo de futbol

## Clubs
- 1957-1962 : Santiago Morning ( Chili)
- 1963-1971 : Colo-Colo ( Chili)
- 1972-1976 : Ñublense ( Chili)